# باولو باور
باولو باور (بالبرتغالية: Paulo Bauer‏) هو محامي وسياسي برازيلي، ولد في 20 مارس 1957 في بلوميناو في البرازيل. حزبياً، نشط في Democratic Social Party ‏. وقد انتخب عضو مجلس الشيوخ من البرازيل عن دائرة Santa Catarina ‏ وقد انضم خلال فترته النيابية ‏  للكتلة البرلمانية الحزب الديمقراطي الاجتماعي البرازيلي وانتخب عضو مجلس النواب البرازيلي ‏.